# Wielki Giewont
Wielki Giewont – wznoszący się na wysokość 1895 m n.p.m. (dokładniej 1894,82 m w układzie wysokościowym PL-EVRF2007-NH) główny szczyt masywu Giewontu w Tatrach Zachodnich.

## Topografia
Masyw Giewontu składa się jeszcze z Długiego Giewontu (1868 m) i Małego Giewontu (1739 m). Najwyższy z nich Wielki Giewont, uznawany za właściwy szczyt całego masywu znajduje się w środku, oddzielony od Długiego Giewontu przełęczą Szczerba (1810 m), a od Małego Giewontu Giewoncką Przełęczą (1709 m). Jest on często uważany za najwyższy szczyt należący do Tatr Zachodnich położony w całości w Polsce; wyższa jest jednak Twarda Kopa, zazwyczaj pomijana z powodu bardzo niewielkiej minimalnej deniwelacji względnej (wybitności). Wielki Giewont jest też szczytem zwornikowym – odchodzi od niego w kierunku południowym grań, która poprzez Kopę Kondracką łączy się z Czerwonymi Wierchami. W grani tej znajduje się Wyżnia Kondracka Przełęcz (1768 m) i Kondracka Przełęcz (1725 m).
Wielki Giewont wznosi się ponad dolinami: Strążyską, Białego, Małej Łąki i Kondratową. Jego północne ściany, widoczne z Zakopanego, opadają bardzo stromą ścianą o wysokości ok. 600 m do Małej Dolinki. Są niedostępne turystycznie, znajduje się na nich kilkadziesiąt dróg wspinaczkowych dla taterników, niektóre z nich są bardzo trudne technicznie. Obecnie jednak TPN zabronił uprawiania taternictwa na nich. Zbocza południowe są łagodniejsze i prowadzi przez nie szlak turystyczny na szczyt. Górna, podwierzchołkowa ich część to Wielki Upłaz. Niżej zbocza te pocięte są kilkoma żlebami, w kierunku od zachodu do Szczerby są to: Kurski Żleb, Świński Żleb i Koński Żleb.

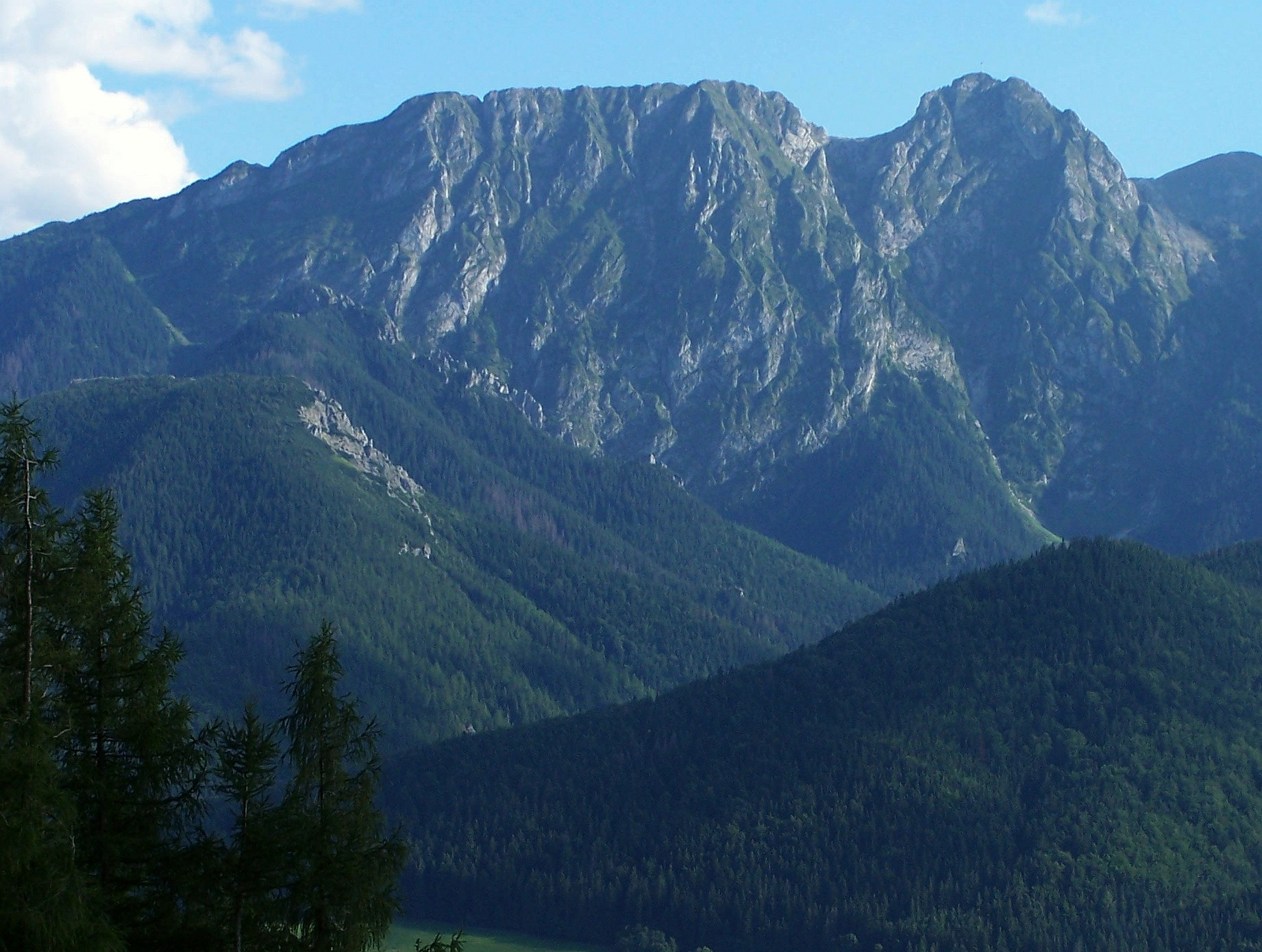
Widok od północy
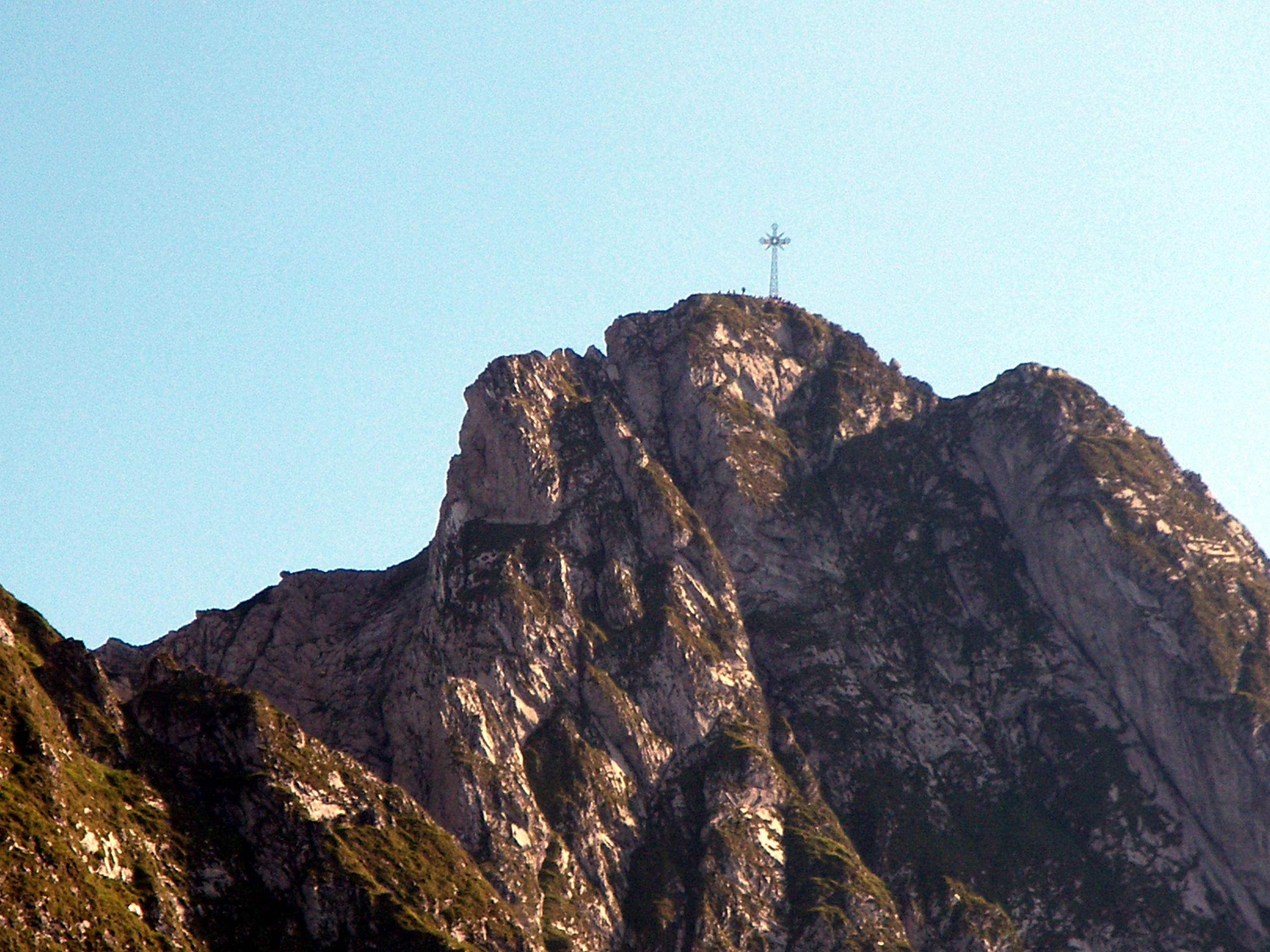
Wielki Giewont od północy
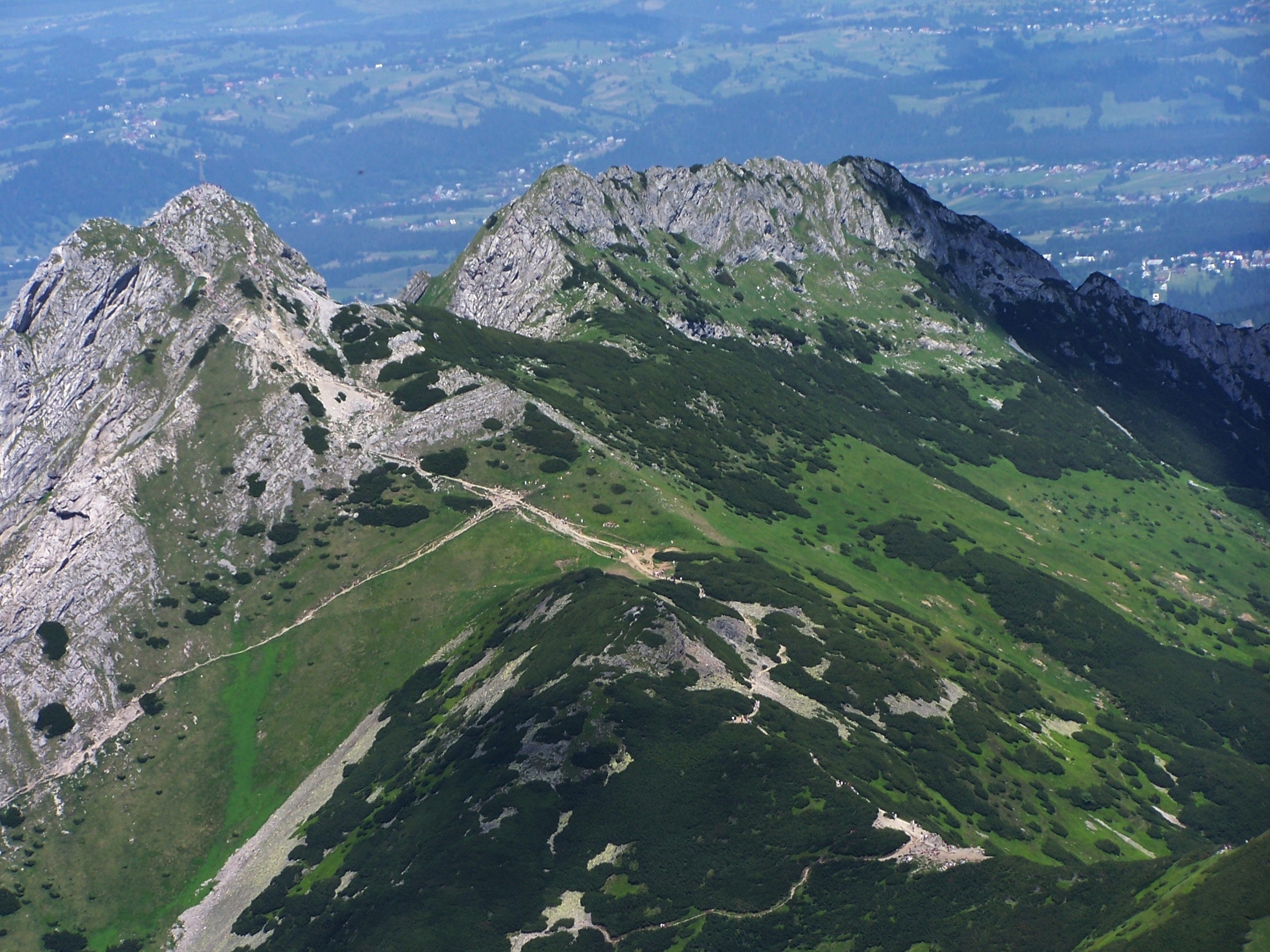
Wielki Giewont i Długi Giewont – widok od południowego zachodu
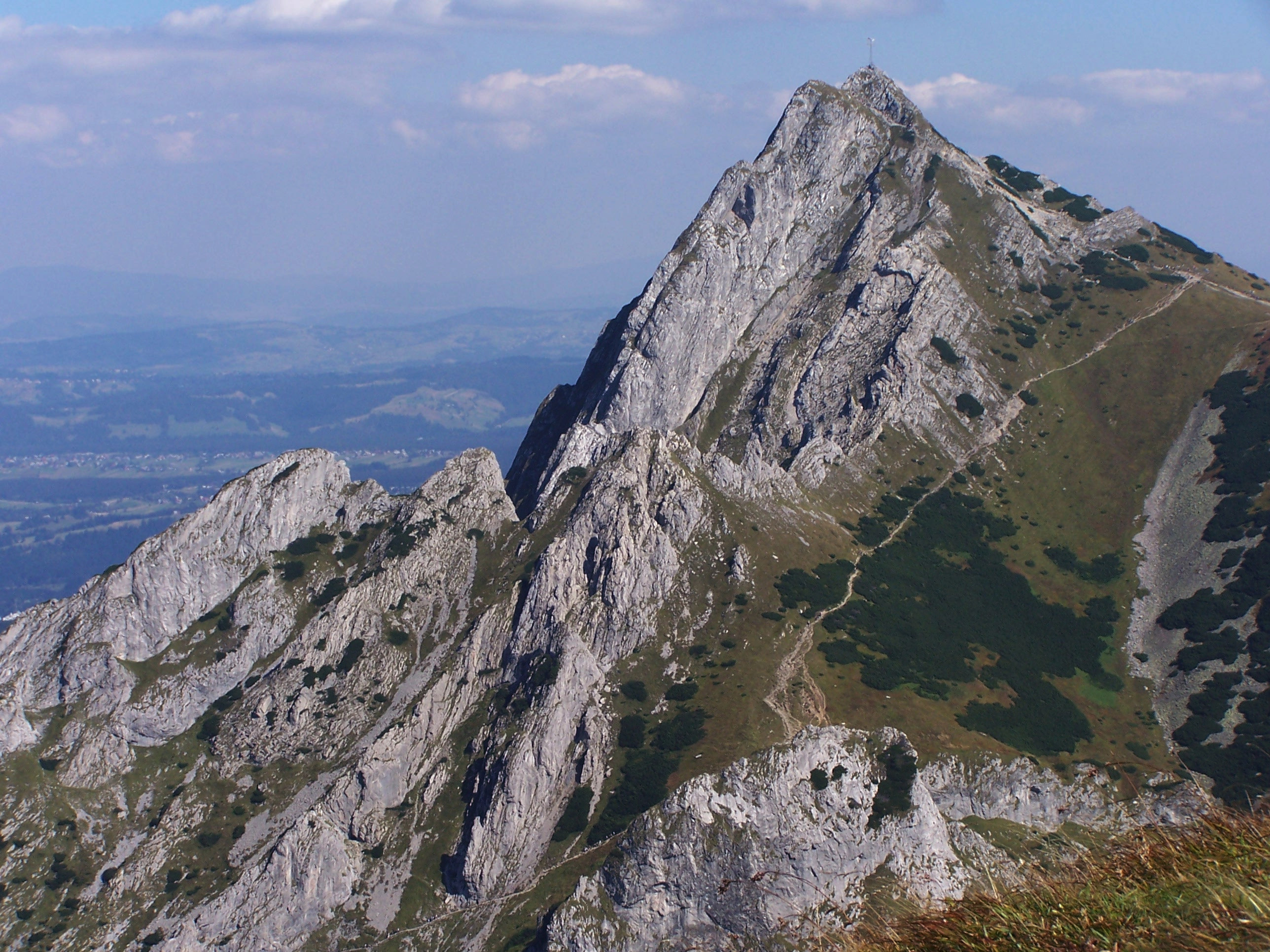
Mały Giewont i Wielki Giewont

## Przyroda
Wierzchołek Wielkiego Giewontu zbudowany jest z wapieni górnej jury, poniżej leżą wapienie triasu (anizyku) (seria wierchowa). Utwory te zapadają pod kątem ok. 80 stopni ku północy i należą do płaszczowiny Giewontu.
Z rzadkich w Polsce gatunków roślin stwierdzono występowanie gnidosza Hacqueta.

## Historia
Spod Giewonckiej Przełęczy opada na północ Żleb Kirkora, miejsce wielu wypadków śmiertelnych wśród turystów, którzy usiłowali przez niego wspiąć się krótszą drogą z Doliny Strążyskiej na szczyt lub zejść ze szczytu wprost do Zakopanego, np.: w sierpniu 1998 r. zginęło tutaj dwoje 17-latków usiłujących tędy zejść z Giewontu „na skróty”. Wielki Giewont jest rekordzistą pod względem liczby wypadków śmiertelnych w Tatrach – zginęło na nim ponad 50 turystów (dane z 2003 r.), głównie w wyniku uderzeń pioruna i upadków w przepaść, były to jednak także przypadki zasłabnięć i samobójstw. 15 sierpnia 1937 r. podczas procesji w Święto Wniebowzięcia NMP zginęły tam porażone piorunem 4 osoby, a 13 zostało ciężko rannych.
Prawdopodobnie od dawna na Wielki Giewont wchodzili myśliwi i juhasi. Pierwszego odnotowanego wejścia dokonali Franciszek Herbich i Aleksander Zawadzki w 1830 r. Pierwszego odnotowanego wejścia zimowego dokonał Mariusz Zaruski z towarzyszami w 1904 r. Wkrótce Giewont stał się też popularnym celem wypraw turystycznych, jednak pierwsi turyści wchodzili przeważnie tylko na przełęcz Szczerby. W 1852 r. pierwszy zakopiański proboszcz ksiądz Józef Stolarczyk podczas wspinaczki na grani Długiego Giewontu ugrzązł w skałach i nie mógł wydostać się o własnych siłach; wydostali go dopiero przy pomocy powrozów wzywani krzykiem juhasi, wypasający na Hali Kondratowej.
Ze szczytu Giewontu rozciąga się doskonały widok na leżące 1100 m poniżej Zakopane. Na jego szczycie znajduje się metalowy krzyż, po raz pierwszy zamontowany w 1901 r.

## Szlaki turystyczne
Na szczyt Wielkiego Giewontu dojść można trzema popularnymi szlakami turystycznymi:
 – niebieski z Kuźnic przez Kalatówki, Dolinę Kondratową, obok schroniska PTTK na Hali Kondratowej i przez Kondracką Przełęcz. Czas przejścia: 2:55 h, ↓ 2:15 h
  – czerwony z Doliny Strążyskiej przez Polanę Strążyską i Przełęcz w Grzybowcu na Wyżnią Kondracką Przełęcz, stamtąd dalej szlakiem niebieskim.
- Czas przejścia od wylotu Doliny Strążyskiej na przełęcz: 3 h, ↓ 2:20 h
- Czas przejścia z przełęczy na szczyt Giewontu: 15 min, ↓ 10 min

  – żółty z Gronika przez Dolinę Małej Łąki na Kondracką Przełęcz, stąd dalej szlakiem niebieskim.
- Czas przejścia z Gronika na przełęcz: 2:45 h, ↓ 2:05 h
- Czas przejścia z przełęczy na szczyt Giewontu: 30 min, ↓ 20 min.

Do Wyżniej Kondrackiej Przełęczy trasa jest bez większych trudności technicznych. Ostatni podwierzchołkowy odcinek (szlak niebieski) jest trudniejszy i ubezpieczony łańcuchami. Obowiązuje na nim ruch jednostronny – na szczyt prowadzi (patrząc z dołu) trasa z prawej strony. W sezonie przy dobrej pogodzie na odcinku tym tworzą się kolejki, czasami bardzo długie – Giewont należy do najbardziej popularnych szczytów.